# North Ayrshire
North Ayrshire (Schots-Gaelisch: Sìorrachd Inbhir Air a Tuath) is een raadsgebied (council area) in het zuidwesten van Schotland met een oppervlakte van 885 km². De hoofdplaats is Irvine en het raadsgebied heeft 135.280 inwoners (2017).
Het raadsgebied omvat ook het eiland Arran, in het historische graafschap Buteshire, en enkele andere eilanden in de Firth of Clyde, waaronder Great Cumbrae. North Ayrshire behoort tot de lieutenancy area Ayrshire and Arran en, minus het eiland Arran tot het historische graafschap Ayrshire.

## Plaatsen
- Ardrossan
- Beith
- Brodick
- Cunninghamhead
- Irvine
- Kilwinning
- Largs
- Saltcoats
- Stevenston

Aberdeen · Aberdeenshire · Angus · Argyll and Bute · City of Edinburgh · Clackmannanshire · Dumfries and Galloway · Dundee City · East Ayrshire · East Dunbartonshire · East Lothian · East Renfrewshire · Falkirk · Fife · Glasgow City · Highland · Inverclyde · Midlothian · Moray · Na h-Eileanan Siar (Buiten-Hebriden) · North Ayrshire · North Lanarkshire · Orkney Islands · Perth and Kinross · Renfrewshire · Scottish Borders · Shetland Islands · South Ayrshire · South Lanarkshire · Stirling · West Dunbartonshire · West Lothian
Zie ook: lieutenancy areas, de vroegere regio's en graafschappen